# Pigeon Cove
Pigeon Cove is een gemeentevrij dorp in de Canadese provincie Newfoundland en Labrador. De plaats bevindt zich aan de noordwestkust van het eiland Newfoundland en maakt deel uit van het local service district Pigeon Cove-St. Barbe.

## Geografie
Pigeon Cove ligt aan de noordwestkust van het Great Northern Peninsula, het meest noordelijke gedeelte van Newfoundland. De nederzetting bevindt zich aan de zuidelijke oever van St. Barbe Bay, een baai van de Straat van Belle Isle. De plaats is in het oosten vergroeid met St. Barbe en is in het westen vergroeid met Black Duck Cove. 

## Demografie
| Jaar | Aantal inwoners | Verschil |
| ---- | --------------- | -------- |
| 1991 | 86              | –        |
| 1996 | 84              | -2,3%    |

Vanaf de volkstelling van 2001 worden er niet langer aparte censusdata voor Pigeon Cove bijgehouden. De plaats valt vanaf dan immers onder de designated place (DPL) Pigeon Cove-St. Barbe.